# Cançans
Campsàs (en francès Campsas) és un municipi francès, situat al departament de Tarn i Garona i la regió Occitània.

## Demografia
| 1962                                       | 1968 | 1975 | 1982 | 1990 | 1999 | 2004  |
| ------------------------------------------ | ---- | ---- | ---- | ---- | ---- | ----- |
| 416                                        | 485  | 495  | 559  | 636  | 870  | 1.012 |
| Des de 1962: població sense dobles comptes |      |      |      |      |      |       |

## Administració
| Període   | Identitat              | Partit |
| --------- | ---------------------- | ------ |
| 1888-1897 | Eugène Défourque       |        |
| 1897-1900 | Germain Maly           |        |
| 1900-1919 | Jean-Baptiste Bourgade |        |
| 1919-1944 | Pierre Bendègue pare   |        |
| 1944-1945 | Antonin Delpech        |        |
| 1945-1959 | Pierre Bendègue fill   |        |
| 1959-1977 | Pierre Séguela         |        |
| 1977-1991 | Gabriel Contresty      |        |
| 1991-1995 | René Gineste           |        |
| 1995-     | Marie-Claude Nègre     | PRG    |

## Monuments

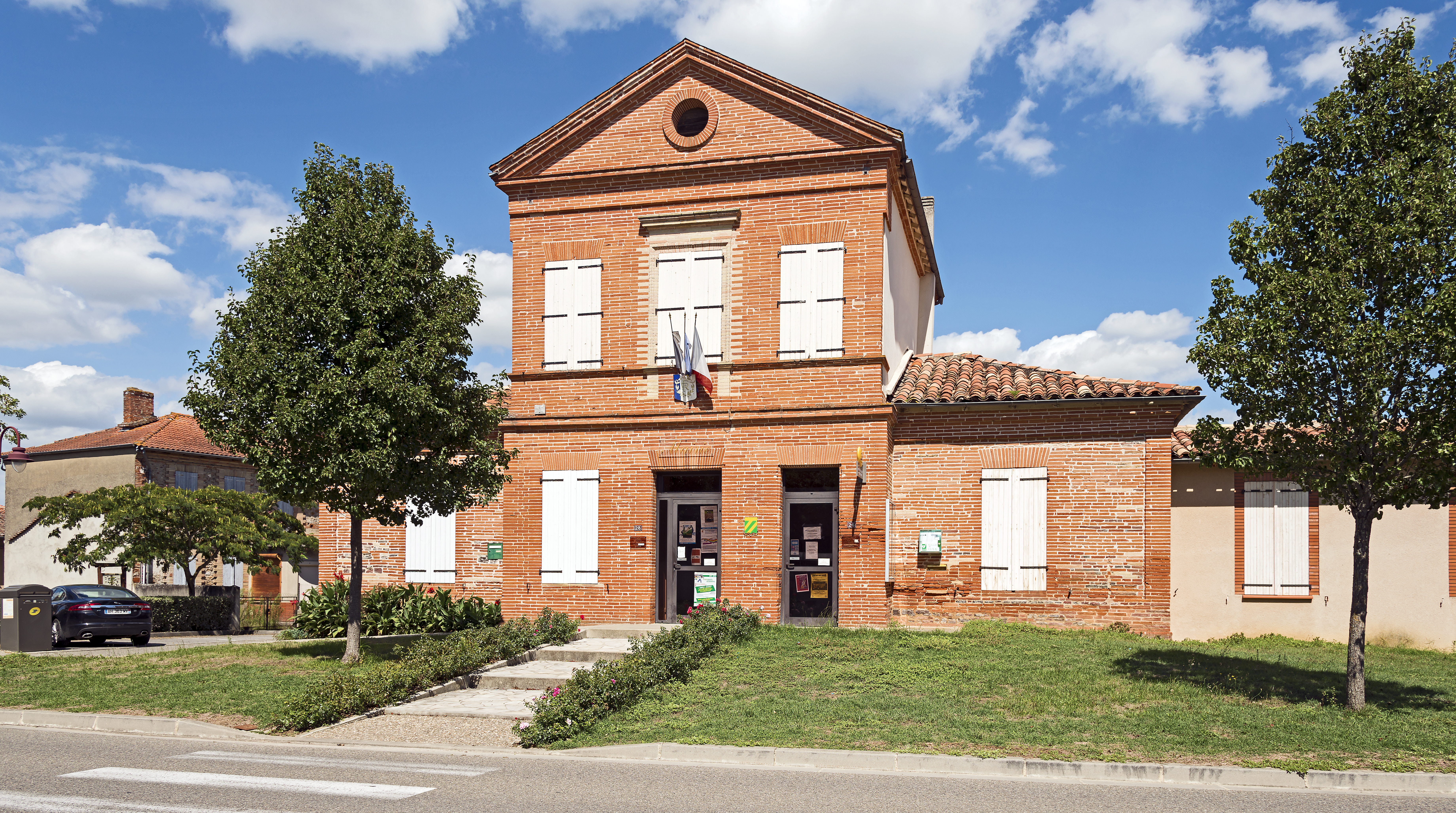
L'ajuntament.
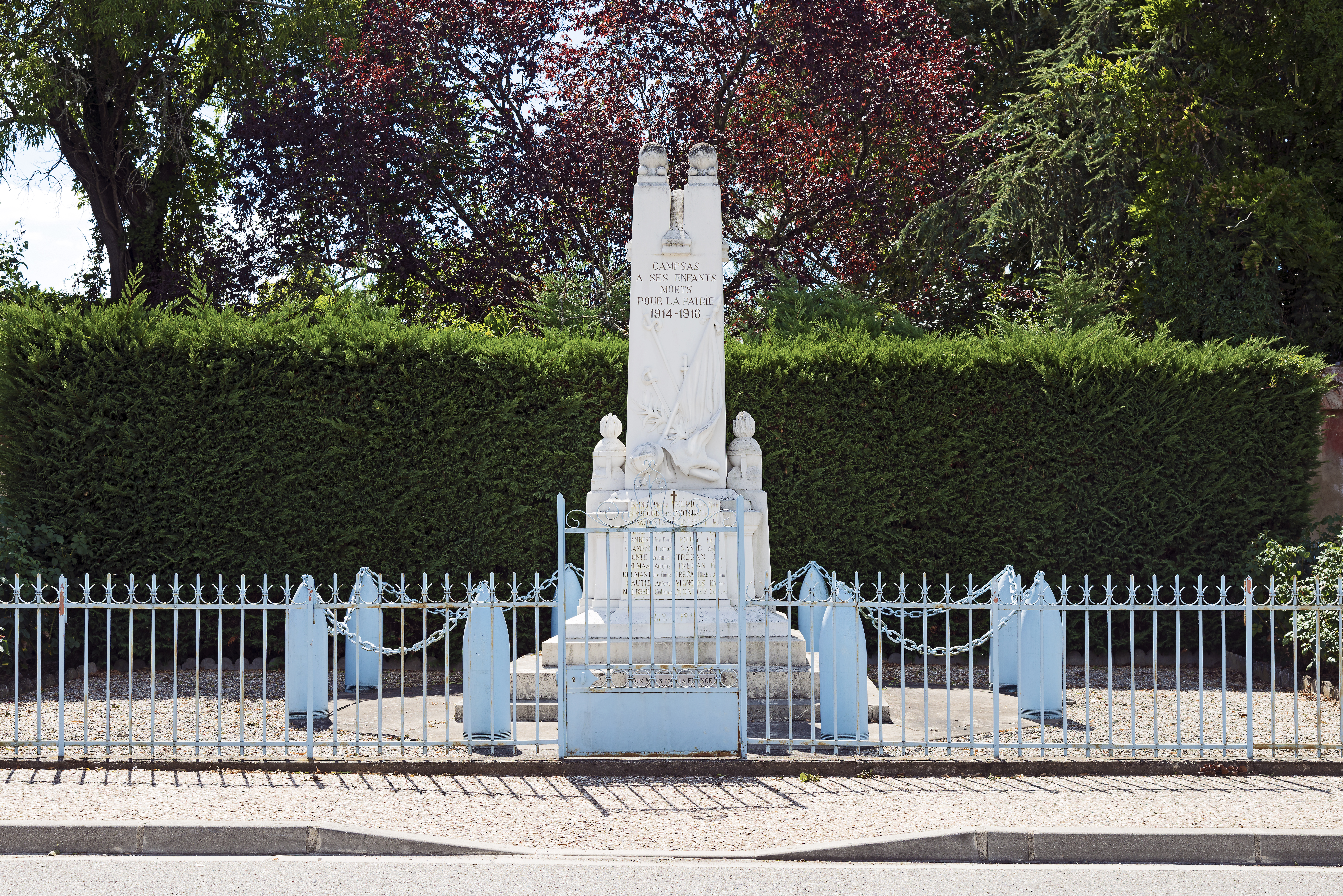
El monument als caiguts.